# Diego Erroz
Diego José Erroz (Berrotarán, Córdoba, Argentina, 21 de septiembre de 1978) es un exfutbolista, y actual director técnico y mánager argentino. Jugaba de volante y su último equipo fue Tiro Federal.  

## Participaciones en torneos internacionales
| Torneo                 | Club            | Resultado        |
| ---------------------- | --------------- | ---------------- |
| Copa Libertadores 2000 | Rosario Central | Octavos de final |
| Copa Mercosur 2000     | Rosario Central | Cuartos de final |
| Copa Libertadores 2001 | Rosario Central | Semifinales      |

## Clubes

### Jugador
| Club                | País      | Año         |
| ------------------- | --------- | ----------- |
| Rosario Central     | Argentina | 1996 - 2002 |
| Tiro Federal        | Argentina | 2003 - 2004 |
| Almagro             | Argentina | 2004 - 2005 |
| Tiro Federal        | Argentina | 2005 - 2007 |
| Atlético Tucumán    | Argentina | 2007 - 2011 |
| Talleres de Córdoba | Argentina | 2011 - 2012 |
| Tiro Federal        | Argentina | 2012 - 2013 |

### Entrenador
| Club                        | País      | Año       |
| --------------------------- | --------- | --------- |
| Atlético Tucumán            | Argentina | 2013-2014 |
| Atlético Tucumán (Interino) | Argentina | 2017      |

## Palmarés

### Campeonatos nacionales
| Título             | Club             | País      | Año     |
| ------------------ | ---------------- | --------- | ------- |
| Torneo Argentino A | Atlético Tucumán | Argentina | 2007/08 |
| Primera B Nacional | Atlético Tucumán | Argentina | 2008/09 |